# Sin-Ikišam
Sin-Ikišam bil enajsti amoritski kralj mezopotamske mestne države Larse, ki je vladal od 1776 do 1771 pr. n. št. (kratka kronologija).
Bil je sin kralja in svojega predhodnika Sin-Eribama in sodobnik Zambije Isinskega. V drugem letu svojega vladanja je osvojil Pinaratim in Nazarum, v petem letu pa koalicijo mestnih držav Uruk, Kazalu, Elam in Isin.